# 安繡山
安繡山（1915年1月16日—2015年6月24日），韓裔美國人，是美國海軍首位女性槍砲官及美軍最早的亞裔女軍官之一。父親為韓國獨立運動著名人士安昌浩，與其母親在1902年旅居美國，是第一對移民美國的朝鮮族夫妻。
安繡山在家中排行老三，1942年加入海軍，大哥安必立和弟弟安必英亦均在二戰期間加入美軍。1946年退伍時軍階為上尉。退役後分別進入美國海軍情報處、美國國會圖書館及美國國家安全局任職。1959年退休後回到故鄉洛杉磯，協助曾為著名演員的兄長安必立經營粵式酒樓，直到1990年為止。
2003年，安繡山因熱心於公眾事務而獲加州眾議院頒發年度女性獎。2006年，獲美國亞裔權益促進中心（Asian American Justice Center）華盛頓分處頒發勇氣獎（American Courage Award）。